# Folgeplan
Folgepläne (Flussdiagramm, engl. flowchart, mit eigener Notation) sind eine Darstellungsform, um die Prozesse einer Organisation abzubilden. Für die Abbildung werden eigene Symbole angewandt (z. B. Pfeile und Verkettungen). Folgepläne gehören wie andere Techniken zur betrieblichen Dokumentation (z. B. Funktionendiagramm, Organigramm, Ablaufdiagramm). Sie eignen sich besonders zur Darstellung von komplexen Arbeits- bzw. Ablaufprozessen in Unternehmen, deren einzelne Schritte in logischen Abhängigkeiten zueinander stehen. Eine dem Folgeplan verwandte Darstellungsform ist der Programmablaufplan für Computerprogramme.

## Formen der Folgebeziehungen
Es gibt sechs Formen von Folgebeziehungen im Folgeplan:
1. Kette: Unverzweigte Aufeinanderfolge von Ablaufelementen; die Flussrichtung des Ablaufes wird durch Pfeile dargestellt.
2. Und-Verzweigung: Am Beginn von zwei oder mehr Ablaufelementen, die parallel angeordnet sind. Die Aktivitäten in den verschiedenen parallelen Ablaufzweigen erfolgen unabhängig voneinander.
3. Und-Zusammenführung: Die nach einer Und-Verzweigung parallel verlaufenden Teilabläufe können wieder zusammengeführt und gemeinsam fortgeführt werden. Der einer Zusammenführung direkt folgende Ablaufabschnitt kann erst ausgeführt werden, wenn beide Vorgänger durchlaufen sind. Das Symbol dafür ist ein Punkt.
4. Oder-Verzweigung: Aufgrund von Bedingungskonstellationen mit zwei oder mehr Ausprägungen erfolgt eine Weichenstellung. Es wird eine Bearbeitung ausgelöst, wobei die parallelen Ablaufelemente alternativ abgewickelt werden. Das Symbol ist eine Raute; die Raute enthält eine Bedingung, von deren Erfüllung die Wahl der Alternative abhängt.
5. Oder-Zusammenführung: Es werden – wie bei der Und-Zusammenführung – alternative Teilabläufe zusammengeführt, um gemeinsam fortgesetzt zu werden. Das Symbol dafür ist ein Pfeil.
6. Oder-Rückkopplung: Ist grundsätzlich eine Oder-Zusammenführung nach einer Oder-Verzweigung. Die Besonderheit liegt darin, dass bei der Oder-Rückkopplung nicht nur auf einen oder mehrere im Ablauf nachgelegte Elemente verzweigt wird, sondern auch an ein im Ablauf vorgelagertes Element. Es handelt sich hierbei um die Wiederholung eines Ablaufabschnittes, die in Abhängigkeit von bestimmten Bedingungskonstellationen durchzuführen ist. Typisches Beispiel für eine Oder-Rückkopplung ist, dass in der Bedingung geprüft wird, ob z. B. ein Formular, Brief oder Vertrag vollständig und fehlerfrei erstellt wurde; sollte dies nicht der Fall sein, wird vervollständigt und Fehler beseitigt; anschließend wird erneut auf Vollständigkeit und Fehlerfreiheit geprüft (also ein Ablaufabschnitt wiederholt).

## Modellierung von Folgeplänen mittels Software
Folgepläne lassen sich sowohl manuell als auch mit Softwareunterstützung modellieren. Mit dem Prozessmanagement-Werkzeug ibo Prometheus können u. a. Folgepläne modelliert werden.

## Vor- und Nachteile
Vorteil des Folgeplans ist seine leicht erlernbare, übersichtliche Darstellung von Ablaufstrukturen, welche bei Computerunterstützung sehr schnell dokumentiert werden können. Nachteil ist der relativ große Platzbedarf.